# Marchesini (azienda)
Marchesini è un produttore italiano di cerchioni per veicoli del settore moto ad alte prestazioni.
I prodotti della casa vengono utilizzati nelle maggiori competizioni motociclistiche, come motomondiale, Suberbike e mondiale Supermotard, ma sono disponibili anche per numerosi modelli di normale produzione.
L'azienda, indipendente fino al 2000, è stata acquisita dalla Brembo attraverso l'acquisto del 70% del pacchetto azionario (per poi salire al 100% nell'ottobre 2002).

## Storia
Roberto Marchesini fu il primo a realizzare ruote moto costruite interamente in lega di magnesio (1970), e introdusse per primo ruote moto con razze cave (1983).